# Bürgerspitalskapelle (Bleiburg)

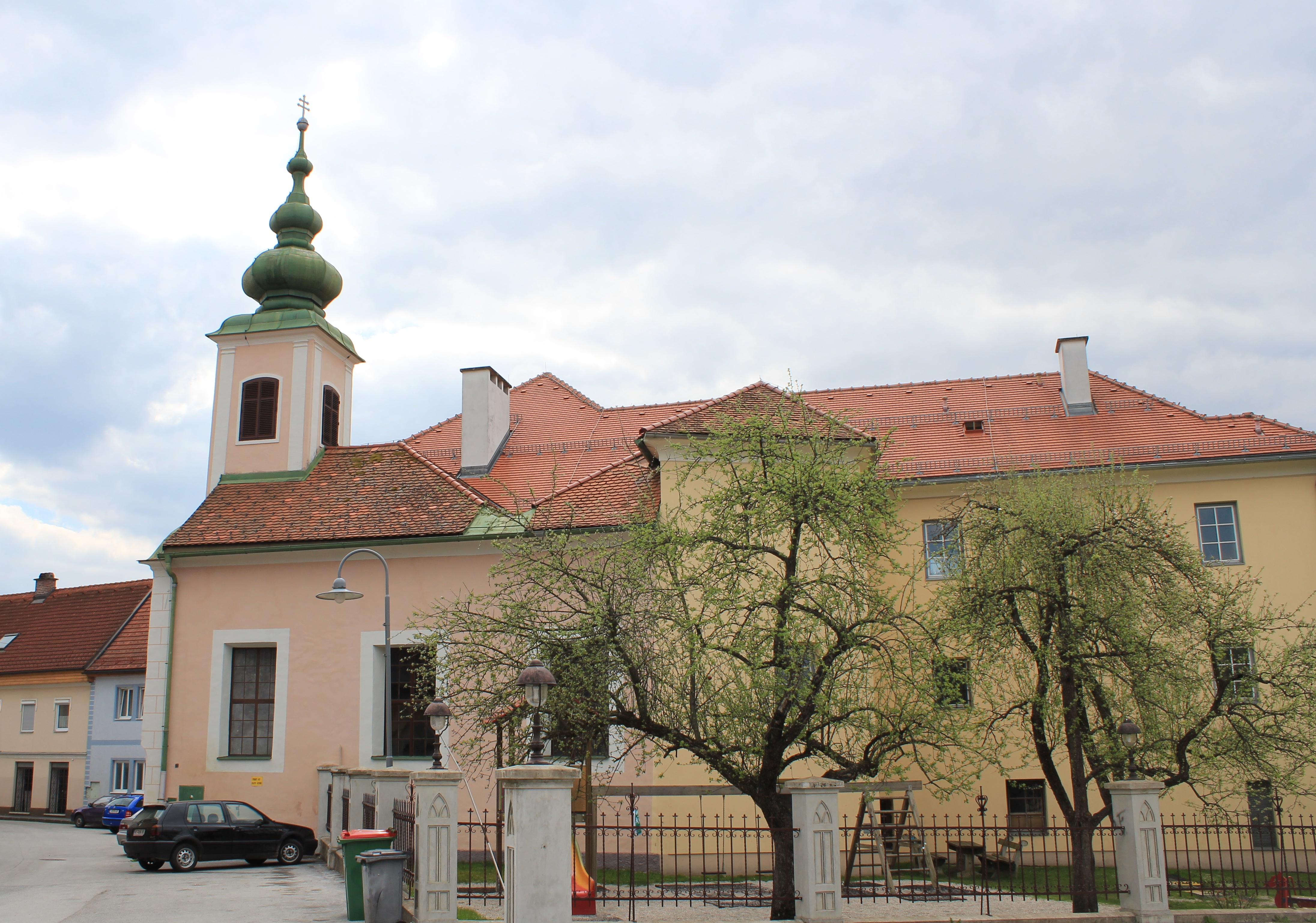
Bürgerspitalskirche

Die ehemalige Bürgerspitalskapelle, auch Erasmuskapelle genannt, steht südlich der Pfarrkirche in Bleiburg als Anbau an das ehemalige Bürgerspital.  Sie wurde 1766 gemeinsam mit dem Neubau des 1554 gegründeten Bürgerspitals errichtet. Nach längerer Verwahrlosung und Verwendung als Lagerraum wurde 1967 die Kapelle der evangelischen Pfarrgemeinde gegen die Verpflichtung zur Erhaltung überlassen. Der Sakralbau wird auch für Kulturveranstaltungen der Stadtgemeinde genutzt. Das Gebäude steht unter Denkmalschutz (Listeneintrag).
Über der mit geputzten Eckquadern und horizontalen Putzbändern gegliederten Ostfassade erhebt sich der Giebelturm mit Zwiebelhelm. Im dreijochigen Langhaus ruht eine Stichkappentonne auf Pilastern. Die Ostempore wird von einer Flachtonne mit Stichkappen unterwölbt. Die Kirche besitzt im Westen einen geraden Schluss.
Die Ausmalung stammt aus der Erbauungszeit (1766). In der Tonne sind in zwei Medaillonsfeldern das Martyrium des heiligen Erasmus und eine Szene mit dem heiligen Alexius dargestellt. Die Malereien in den Stichkappen versinnbildlichen die Patientia und die Caritas. An der Emporenbrüstung ist eine Landschaft mit der heiligen Notburga und Reitern wiedergegeben.
Der barocke Opfergangsaltar aus dem dritten Viertel des 18. Jahrhunderts trägt eine Statue des heiligen Erasmus auf Wolken, der von den Skulpturen des Johannes von Gott und der heiligen Notburga flankiert wird. Ein Leinwandbild von 1766 zeigt den Stifter Erasmus Kumesch mit dem Bauplan. Aus demselben Jahr stammen die Kirchenbänke.